# Grube Wohlverwahrt
Die Grube Wohlverwahrt war ein Bergwerk im Wesergebirge auf dem Gebiet des Ortsteils Kleinenbremen der ostwestfälischen Stadt Porta Westfalica in Nordrhein-Westfalen. Hier wurden ab dem Jahr 1885 bis zur Vereinigung mit der benachbarten Grube zur Grube Wohlverwahrt-Nammen Eisenerz gefördert.

## Geschichte
Im Jahr 1835 wurde das Eisensteinfeld mit dem Namen Wohlverwahrt an Johann Dinnendahl aus Mülheim an der Ruhr verliehen. Er beutete dieses Feld oberirdisch aus. 1883 wurde die Gewerkschaft Wohlverwahrt gegründet, die den Wohlverwahrt-Flöz ausbeutete. Hier wurde eine Tagesförderung in der Größenordnung von 40 bis 50 Tonnen erreicht. 1885 wurde das gewonnene Gestein mit Pferdefuhrwerken zum Bahnhof in Bückeburg, dem Bahnhof Bückeburg, transportiert und von dort per Güterbahn zu den Hochöfen ins Ruhrgebiet gefahren. 1921 wurde die Mindener Kreisbahnen von Kleinenbremen nach Minden eröffnet und damit das gewonnene Gestein am Bahnhof Minden verladen.
Die Eigentümer wechselten. Die „Deutsch-Luxemburgischen Bergwerks- und Hütten-AG“ wurde 1926 durch die „Vereinigten Stahlwerke AG“ abgelöst, diese gründeten die Rohstoffbetriebe GmbH am 7. Dezember 1933. Im Jahr 1934 wurde die Auffahrung des Wülpker Stollens umgesetzt. 1936 begann die  Klippenflözgewinnung auf Grube Wohlverwahrt.
Weitere Stollen wurden aufgefahren, so im Jahr 1937 die Auffahrung des Schermbecker Stollens und im Jahr 1938 die Auffahrung des Nammer Förderstollens.
1937 wurde weiter westlich im Wesergebirge die Grube Nammen in Betrieb genommen, mit dessen unterirdischen Stollen die Grube Wohlverwahrt 1952 verbunden und damit vereinigt wurde. Damit endete die Geschichte der Grube Wohlverwahrt unter diesem Namen.
Im Jahr 1957 wurde der Betrieb auf der Grube Wohlverwahrt aus Wirtschaftlichkeitsgründen ganz eingestellt.
Heutiger Rechtsnachfolger ist die Barbara Erzbergbau.